# Horicon (Nueva York)
Horicon es un pueblo ubicado en el condado de Warren en el estado estadounidense de Nueva York. En el año 2000 tenía una población de 1,479 habitantes y una densidad poblacional de 8.6 personas por km².

## Geografía
Horicon se encuentra ubicado en las coordenadas 43°42′18″N 73°44′7″O / 43.70500, -73.73528.

## Demografía
Según la Oficina del Censo en 2000 los ingresos medios por hogar en la localidad eran de $36,481, y los ingresos medios por familia eran $41,184. Los hombres tenían unos ingresos medios de $31,196 frente a los $21,908 para las mujeres. La renta per cápita para la localidad era de $20,608. Alrededor del 9.7% de la población estaban por debajo del umbral de pobreza.